# 亞洲公路2號線
亞洲公路2號線（英語：Asian Highway 2），编号為，是亞洲公路網系統中一條贯通全洲的公路，13,177（8,188英里）。該公路起始於印度尼西亚丹戎檳榔和巴淡島，經新加坡、马来西亚、泰国、缅甸、印度、尼泊尔、巴基斯坦，最終至伊朗的Khosravi。

## 印度尼西亚

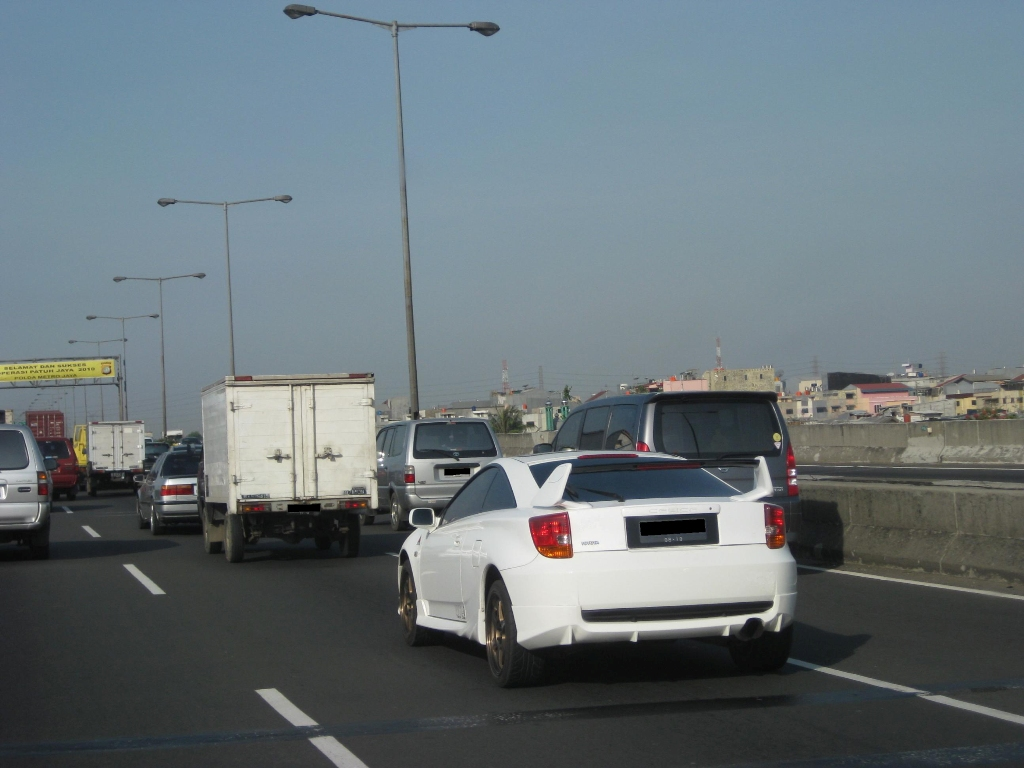
位于印度尼西亚 爪哇的AH2公路

丹帕沙 — 泗水 — 梭罗 — 三寶瓏 — 芝坎佩（— 萬隆） — 雅加达（ — 默拉克）
印度尼西亚收费道路AH2部分：
- Bali Mandara收费公路（巴厘岛收费公路）
- 爪哇岛收费公路

AH2中桥梁:
- 苏腊马都大桥（连接印度尼西亚的东爪哇、马都拉以及爪哇）
- 巴厘岛海峡大桥（连接印度尼西亚的东爪哇在爪哇和巴厘）
- 巽他海峡大桥（规划中，连接爪哇岛万丹和蘇門答臘岛楠榜）
- 馬六甲海峽大橋（英语：Malacca Strait Bridge）（规划中，连接印尼蘇門答臘岛廖內和马来西亚马六甲）

爪哇島收費公路

## 新加坡
- 泛岛高速公路
- 武吉知马高速公路
- 新柔长堤

（这一段未来可能会包括连接马来西亚和印度尼西亚之间的馬六甲海峽大橋）。

## 马来西亚
- 南北大道北段：合艾（泰国）－黑木山－亚罗士打－双溪大年－北海－（槟城）－太平－怡保－打巴－丹绒马林－萬撓－武吉兰樟
- 新巴生河流域大道：武吉兰樟－哥打白沙罗－白沙罗－梳邦－莎阿南
- 南北大道第二中环衔接大道：莎阿南－梳邦再也UEP区－布特拉高原－仁嘉隆太子城－吉隆坡国际机场－汝来 (北)
- 南北大道南段： 汝来（北）－芙蓉市－马六甲（爱极乐）－麻坡－峇株巴辖－古来－新山（班兰）
- 新山东部疏散大道：班兰－峇卡峇都－新山（市中心）－新山边检－兀兰边检（新加坡）

## 泰国

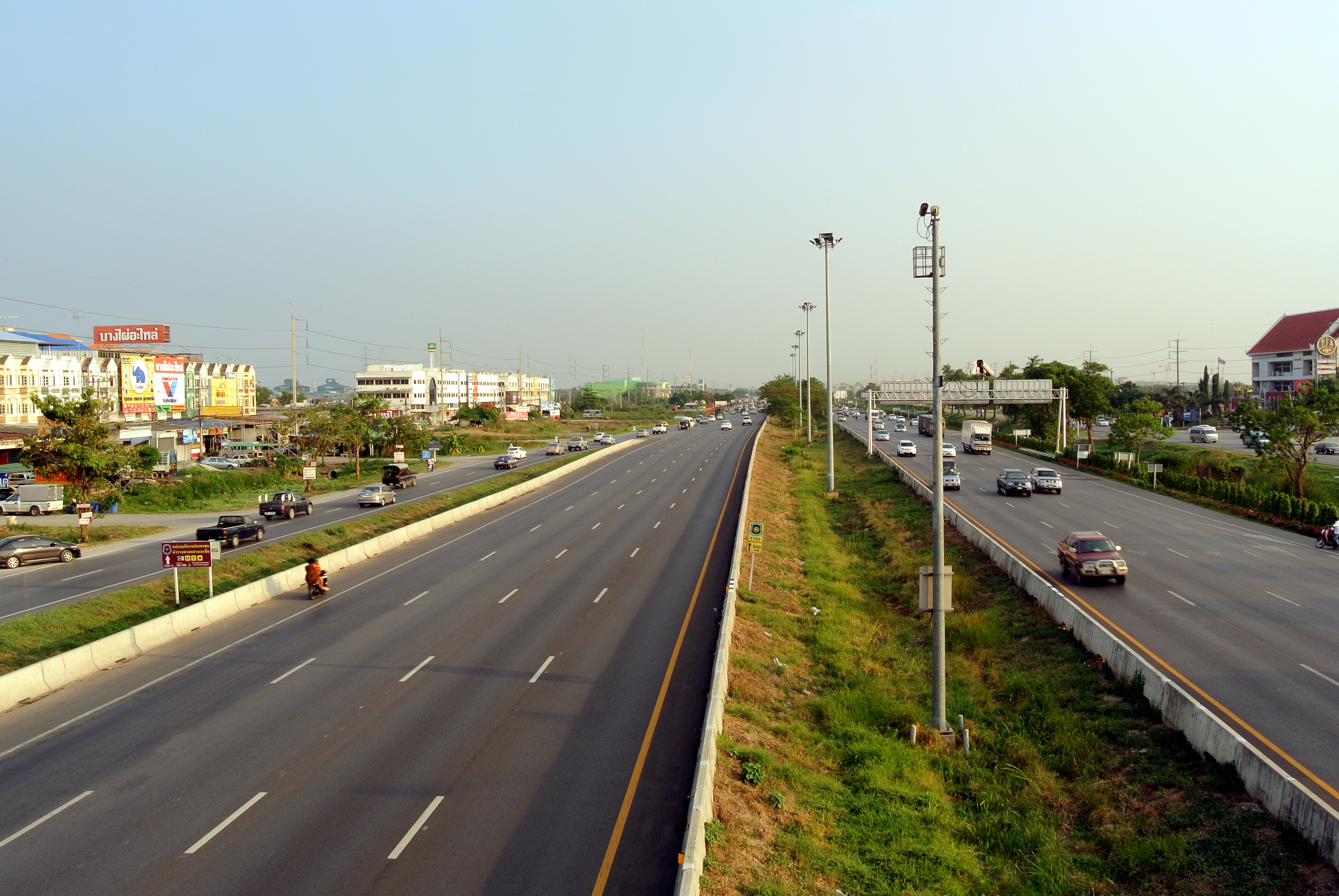
阿瑜陀耶的AH1, AH2 泰国32号公路

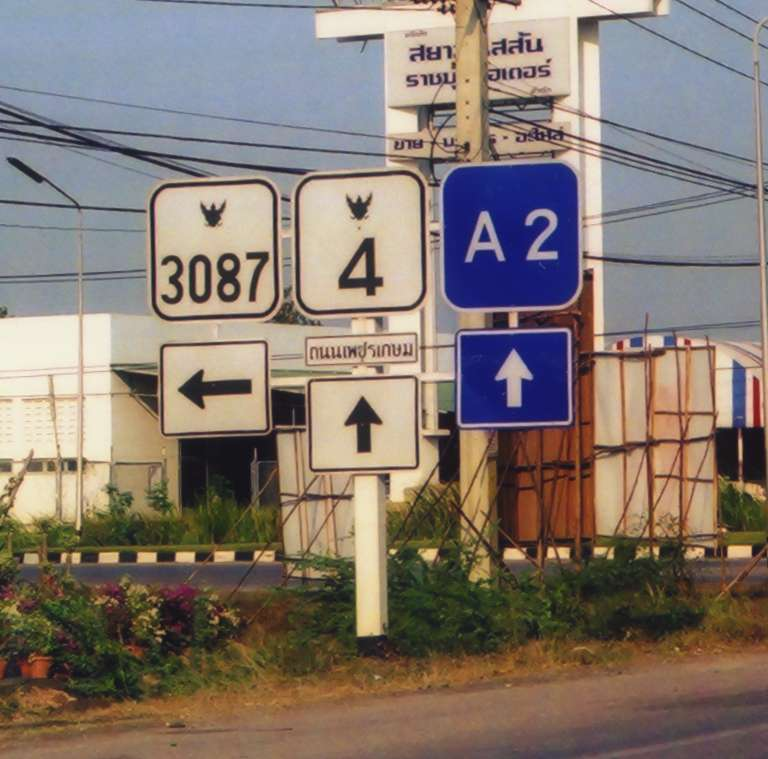
叻武里的AH2标识

- 4号公路：沙道—合艾—博他仑（英语：Phatthalung）
- 泰国41号公路：博他仑（英语：Phatthalung） - 曼谷
- 1号公路：曼谷 — 邦芭茵（英语：Bang Pa-in）—那空沙旺—达府—清莱—美塞

## 缅甸
AH2使用4号公路至景棟，然后和AH1共线至德穆
大其力 — 景棟 — 密铁拉 — 曼德勒 — 德穆

## 印度
- 39号国家高速公路：莫雷 — 因帕尔 — 科希马 - 迪马普尔
- 36号国家高速公路：迪马普尔 — 纳加奥恩
- 37号国家高速公路：纳加奥恩 — Jorabat — 古瓦哈提
- 40号国家高速公路：Jorabat — 西隆 — Jorabat

## 孟加拉国
- N2：Tamabil — 锡尔赫特 — Katchpur — 达卡
- N5：达卡 — Hatikamrul — Banglabandha

## 印度
- 31D号国家高速公路：Phulbari - 西里古里
- 31C号国家高速公路：西里古里 - Uttar Ramdhan

## 尼泊尔
- 马亨德拉高速公路: Kankarbhitta — Pathlaiya — 黑道達 — Narayangarh — Kohalpur — Sadakpur Bouniya —Attariya- 馬亨德拉那加 — Mahakali River

## 印度
- 125号国家高速公路：班巴萨 — 西塔尔甘杰
- 74号国家高速公路：西塔尔甘杰 - 鲁德拉普尔
- 87号国家高速公路：鲁德拉普尔 - Rampur
- 24号国家高速公路：Rampur — 新德里
- 1号国家高速公路：新德里 — Attari

## 巴基斯坦
- Wagah — 拉合尔
- 拉合尔 — 奥卡拉 — 木尔坦 — 巴哈瓦尔布尔 — 拉希姆亚尔汗 — 罗赫里（英语：Rohri）
- 罗赫里（英语：Rohri） — 苏库尔 — 雅各布阿巴德 — Sibi — 奎达
- 奎达 — 达尔本丁  — Taftan

## 伊朗
- ：米尔贾韦 — 扎黑丹 — 克尔曼 - 阿纳尔（英语：Anar, Iran）
- ：阿纳尔（英语：Anar, Iran） — 卡尚 — 库姆
- ：库姆 — 塞拉夫赤康
- ：塞拉夫赤康 — 萨韦
- ：萨韦 — 哈马丹
- ：哈马丹 — 克尔曼沙赫 — Khosravi（英语：Khosravi, Kermanshah）

## 伊拉克
- 5号高速公路（英语：Highway 5 (Iraq)）